# اجازه (فیلم)
اجازه (انگلیسی: Permission) فیلمی در ژانر رمانتیک، کمدی-درام،
و کمدی است که در سال ۲۰۱۷ منتشر شد.

## بازیگران
- ربکا هال
- دن استیونز
- جینا گرشان
- جیسون سودیکیس
- فرانسوا آرنود
- سارا استیل
- میشل هرست
- رائول کاستیلو